# Patrick Watkins
Patrick Watkins fue un navegante irlandés que fue exiliado en Floreana, una isla perteneciente a las Islas Galápagos desde 1807 a 1809. Él fue el primer residente del archipiélago. De acuerdo con relatos posteriores, Watkins logró sobrevivir cazando, cultivando vegetales y comerciando con cazadores de ballenas, hasta que finalmente, descubrió un bote y lo usó para navegar hacia Guayaquil, Ecuador.

## Legado
El novelista español Alberto Vázquez-Figueroa basó su novela La iguana de 1982 en el caso de Watkins. Posteriormente, la novela fue cinematizada por el director estadounidense Monte Hellman en 1988.